# Georgalos
Georgalos es una empresa argentina de alimentos, que produce principalmente golosinas y chocolates. Fue fundada en 1939 por el inmigrante griego Miguel Georgalos con el nombre de La Greco-Argentina y desarrollada más adelante con sus hermanos Timoleón, Sófocles, Constantino y Odysseos; ha  llegado a exportar sus productos a más de treinta países.

## Familia Georgalos[2]
El padre, Juan (Jean) Georgalos, nació en 1878 en Nénita; arribó al país el 14/2/1953.
La madre, María (Marika) Nomikos de Georgalos, nació en 1894 en Nenita (Isla de Quíos); arribó al país el 14 de febrero de 1953.
Miguel Juan Georgalos nació el 9 de junio de 1915; casado con Marcela Brandan; murió el 19 de julio de 1995.
Timoleón Georgalos nació en 1925 en Quíos; arribó al país el 1/8/1955; murió el 1º de junio de 2002.
Sófocles Georgalos, casado con Julia Orfanos.
Constantino Georgalos nació en 1927 en Nenita; arribó al país el 14/2/1953; casado con Niki Dilaberis; murió el 19 de abril de 2008.
Odysseos Georgalos nació el 10 de abril de 1931. en Quíos; arribó al país el 19/11/1950; casado con Ana Paissanidis; murió el 5 de mayo de 2021.

## Empresa
Cuenta con dos plantas industriales en la localidad de Río Segundo, Córdoba:
- Planta de maní: limpieza, descascarado y selección de calidad para elaboración de productos propios y para terceros.

- Planta de Producto Terminado: elaboración de principio a fin de masticables, alfajores, chocolates, caramelos, barras de cereal,  frutos secos, aperitivos salados, turrones y confituras.[1]

El producto más conocido de la empresa familiar greco-argentina Georgalos ha sido durante décadas el famoso Mantecol pero durante la crisis económica que sufrió Argentina durante el 2001, con endeudamientos en gran parte por los préstamos que se convirtieron en usuras y el agio la familia argentina Georgalos se vio presionada a vender su marca registrada de mantecol (que recuperaría en 2022) a la empresa Cadbury Stani, filial argentina de la inglesa Cadbury Schweppes, por una compra apalancada. Tras la compra, los extranjeros sacaron la sede tradicional, en la cordobesa Río Segundo, productora de los Turrones Argentinos de Maní, y además cambiaron la tradicional fórmula argentina al añadirle a los postres mantecoles grasas trans o hidrogenadas, luego de esto la empresa argentina Georgalos reanudó la producción original sin grasas trans, a base de pasta de maní y con el nombre de Nucrem.
Desde 2014 Georgalos también se dedica a la producción de cereales para desayuno, tras la adquisición de General Cereals. En 2021 sumó a su portfolio las marcas Toddy y Zucoa junto con la planta de producción de polvos de cacao ubicada en La Rioja.
En 2022, Georgalos y Mondelez International (propietaria entonces de Cadbury Stani) anunciaron la firma de un acuerdo por el cual la primera recuperó Mantecol, su marcas de golosinas más clásicas del mercado argentino. La empresa Georgalos adquirió así la planta de producción de la multinacional Mondelez en la localidad de Victoria, en el partido de San Fernando, Provincia de Buenos Aires. El acuerdo también incluyó reconocidas marcas como caramelos Palitos de la Selva, Lengüetazo y Jirafa, y los chicles Bazooka. Además, desde la planta transferida se continuarán produciendo para Mondelez algunas líneas de chicles, caramelos y chocolates.
En octubre de 2024, la empresa anunció que el 30% del suministro energético de la compañía proviene de energía renovable, tras firmar un convenio con MSU Argentina.